# 원서동
원서동(苑西洞)은 서울특별시 종로구에 있는 법정동으로, 행정동인 가회동 아래에 있다.

## 지명 유래
원서동이라는 이름은 일제가 창경궁을 창경원으로 격하시킨 뒤, 창경원 서쪽(왼쪽)에 있다 해서 붙였다. 비슷한 유래로는 원남동이 있다. 또는 후원 서쪽에 있다 해서 붙은 이름이라는 설도 있다.

## 연혁
- 1946년 10월 1일 : 종로구 원서동이 됨 (행정동)
- 1970년 5월 18일 : 종로구 계동에 편입됨 (법정동)

## 같이 보기
- 대한민국의 행정 구역